# Brand New Eyes World Tour
Il Brand New Eyes World Tour è stato un tour mondiale del gruppo musicale statunitense Paramore, che ha visto la band esibirsi in Nord America, Europa, Asia, Australia, Sud America e Nuova Zelanda.
I Paramore annunciarono il tour per il loro terzo album in studio Brand New Eyes sul loro sito ufficiale, nominando i The Swellers e i Paper Route come gruppi di supporto per il loro primo ciclo di concerti, il Fall Tour 09. Il primo concerto si tenne a Pomona, in California, il 29 settembre 2009. Durante Decode, Hayley Williams perse la voce e le due canzoni rimanenti in scaletta furono suonate instrumentalmente. Il successivo concerto del tour fu quindi posticipato al 10 ottobre 2009, dopo che fu diagnosticata una laringite alla cantante.
Il tour continuò senza particolari soste forzate o incidenti sino al 18 dicembre 2010, ultima data prevista per il tour almeno per quanto riguardava l'anno corrente. Dopo il concerto a Londra, però, la cantante Hayley Williams, il bassista Jeremy Davis e il chitarrista Taylor York pubblicano sul sito ufficiale della band un messaggio che comunica che il chitarrista Josh Farro e il batterista Zac Farro hanno lasciato ufficialmente i Paramore.
Tuttavia, i tre aggiungono che il tour continuerà comunque, a partire dal 16 febbraio 2011. Alcuni mesi dopo vengono inoltre annunciati i sostituti dei fratelli Farro per quanto riguarda le esibizioni dal vivo: Justin York (chitarra ritmica) e Josh Freese (batteria). Quest'ultimo viene successivamente sostituito da Jason Pierce a partire da giugno 2011 sino alla conclusione del tour.

## Concerti

### Fall Tour 09

#### Date

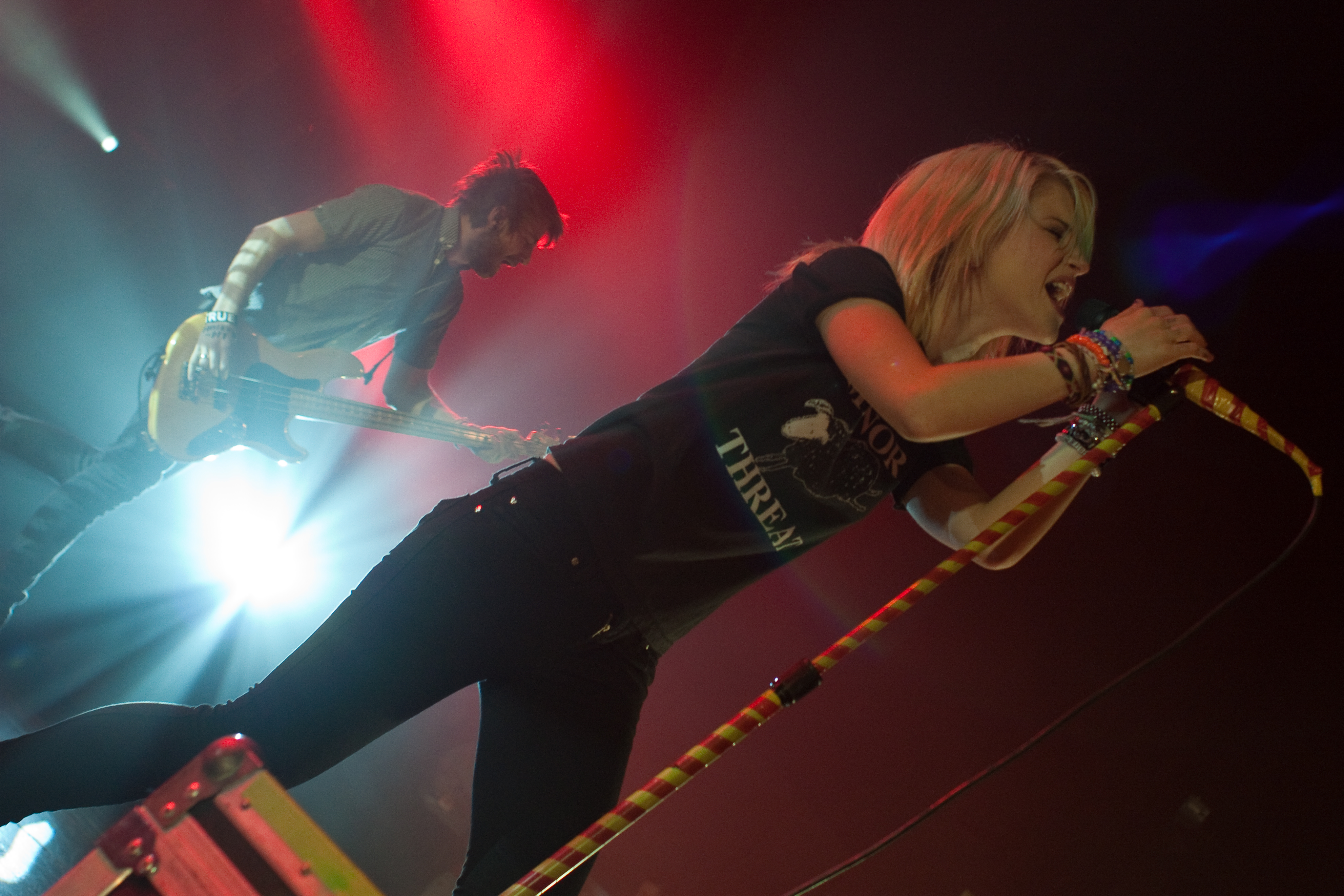
I Paramore il 10 novembre 2009 a San Francisco

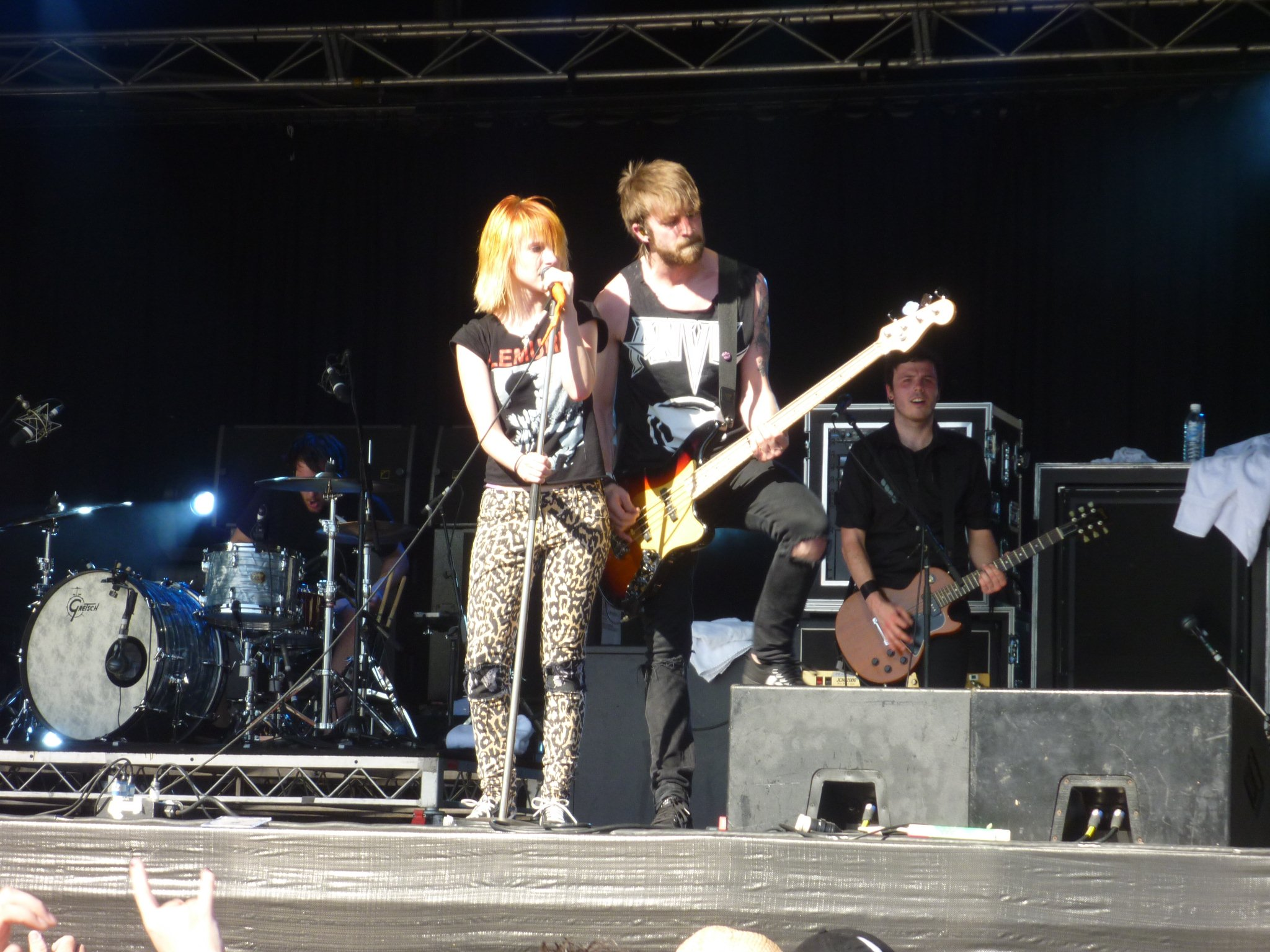
I Paramore il 1º marzo 2010 a Perth

| Data              | Città            | Stato       | Località                                  |
| ----------------- | ---------------- | ----------- | ----------------------------------------- |
| Nord America      |                  |             |                                           |
| 29 settembre 2009 | Pomona           | Stati Uniti | Pomona Fox Theater                        |
| 10 ottobre 2009   | Chicago          | Stati Uniti | House of Blues                            |
| 11 ottobre 2009   | Detroit          | Stati Uniti | The Fillmore Detroit                      |
| 15 ottobre 2009   | Toronto          | Canada      | Kool Haus                                 |
| 16 ottobre 2009   | Montclair        | Stati Uniti | Wellmont Theatre                          |
| 17 ottobre 2009   | Filadelfia       | Stati Uniti | Electric Factory                          |
| 19 ottobre 2009   | Boston           | Stati Uniti | House of Blues                            |
| 21 ottobre 2009   | New York         | Stati Uniti | Hammerstein Ballroom                      |
| 23 ottobre 2009   | Columbia         | Stati Uniti | Merriweather Post Pavilion                |
| 24 ottobre 2009   | Norfolk          | Stati Uniti | Norva Theatre                             |
| 26 ottobre 2009   | Lake Buena Vista | Stati Uniti | House of Blues                            |
| 27 ottobre 2009   | Atlanta          | Stati Uniti | The Tabernacle                            |
| 1º novembre 2009  | Nashville        | Stati Uniti | Ryman Auditorium                          |
| 3 novembre 2009   | St. Louis        | Stati Uniti | The Pageant                               |
| 4 novembre 2009   | Kansas City      | Stati Uniti | Uptown Theater                            |
| 6 novembre 2009   | Saint Paul       | Stati Uniti | Roy Wilkins Auditorium                    |
| 8 novembre 2009   | Denver           | Stati Uniti | Fillmore Auditorium                       |
| 10 novembre 2009  | San Francisco    | Stati Uniti | The Warfield                              |
| 11 novembre 2009  | Los Angeles      | Stati Uniti | Hollywood Palladium                       |
| Europa            |                  |             |                                           |
| 29 novembre 2009  | Helsinki         | Finlandia   | Helsinki Ice Hall                         |
| 30 novembre 2009  | Stoccolma        | Svezia      | Arenan                                    |
| 1º dicembre 2009  | Copenaghen       | Danimarca   | K. B. Hallen                              |
| 3 dicembre 2009   | Amburgo          | Germania    | Docks                                     |
| 4 dicembre 2009   | Berlino          | Germania    | Columbiahalle                             |
| 6 dicembre 2009   | Colonia          | Germania    | Palladium                                 |
| 7 dicembre 2009   | Parigi           | Francia     | Casino de Paris                           |
| 8 dicembre 2009   | Tilburg          | Paesi Bassi | 013                                       |
| 10 dicembre 2009  | Glasgow          | Regno Unito | Scottish Exhibition and Conference Centre |
| 11 dicembre 2009  | Birmingham       | Regno Unito | National Indoor Arena                     |
| 12 dicembre 2009  | Dublino          | Irlanda     | The O2                                    |
| 14 dicembre 2009  | Cardiff          | Regno Unito | Cardiff International Arena               |
| 16 dicembre 2009  | Manchester       | Regno Unito | MEN Arena                                 |
| 17 dicembre 2009  | Brighton         | Regno Unito | Brighton Centre                           |
| 18 dicembre 2009  | Londra           | Regno Unito | Wembley Arena                             |

#### Scaletta
1. Intro
2. Ignorance
3. I Caught Myself
4. That's What You Get
5. Looking Up
6. Emergency
7. Crushcrushcrush
8. Turn It Off
9. The Only Exception
10. Pressure
11. Careful
12. Where the Lines Overlap
13. Decode

Encore
1. Misguided Ghosts
2. Misery Business
3. Brick by Boring Brick

#### Gruppi di supporto
- Paper Route
- The Swellers (Nord America)
- You Me at Six (Europa)
- Now Now Every Children (Europa)

### Pacific Run

#### Date
| Data             | Città        | Stato         | Località                   |
| ---------------- | ------------ | ------------- | -------------------------- |
| Asia             |              |               |                            |
| 10 febbraio 2010 | Osaka        | Giappone      | IMP Hall                   |
| 13 febbraio 2010 | Tokyo        | Giappone      | Studio Coast               |
| 14 febbraio 2010 | Tokyo        | Giappone      | Studio Coast               |
| 16 febbraio 2010 | Nagoya       | Giappone      | Diamond Hall               |
| Oceania          |              |               |                            |
| 19 febbraio 2010 | Brisbane     | Australia     | The Tivoli                 |
| 20 febbraio 2010 | Brisbane     | Australia     | Brisbane Exhibition Ground |
| 21 febbraio 2010 | Sydney       | Australia     | Eastern Creek Raceway      |
| 23 febbraio 2010 | Melbourne    | Australia     | Festival Hall              |
| 24 febbraio 2010 | Sydney       | Australia     | Luna Park Sydney           |
| 26 febbraio 2010 | Melbourne    | Australia     | Melbourne Showgrounds      |
| 27 febbraio 2010 | Adelaide     | Australia     | Bonython Park              |
| 1º marzo 2010    | Perth        | Australia     | Steel Blue Oval            |
| 4 marzo 2010     | Auckland     | Nuova Zelanda | Trusts Stadium             |
| 5 marzo 2010     | Christchurch | Nuova Zelanda | Westpac Centre             |
| Asia             |              |               |                            |
| 7 marzo 2010     | Singapore    | Singapore     | Singapore Indoor Stadium   |
| 9 marzo 2010     | Manila       | Filippine     | SM Mall of Asia            |

#### Scaletta
1. Ignorance
2. Crushcrushcrush
3. That's What You Get
4. Looking Up
5. Careful
6. Let the Flames Begins
7. Never Let This Go
8. The Only Exception
9. Pressure
10. For a Pessimist, I'm Pretty Optimistic
11. Where the Lines Overlap
12. Decode

Encore
1. Misery Business
2. Brick by Boring Brick

#### Gruppi di supporto
- You Me at Six (Australia)

### The Spring Tour

#### Date
| Data           | Città            | Stato       | Località                       |
| -------------- | ---------------- | ----------- | ------------------------------ |
| Nord America   |                  |             |                                |
| 23 aprile 2010 | Lake Buena Vista | Stati Uniti | Walt Disney World              |
| 24 aprile 2010 | Lake Buena Vista | Stati Uniti | Walt Disney World              |
| 26 aprile 2010 | Knoxville        | Stati Uniti | James White Civic Coliseum     |
| 28 aprile 2010 | Charlottesville  | Stati Uniti | John Paul Jones Arena          |
| 30 aprile 2010 | Atlantic City    | Stati Uniti | Trump Taj Mahal                |
| 1º maggio 2010 | East Rutherford  | Stati Uniti | The Bamboozle                  |
| 3 maggio 2010  | Columbus         | Stati Uniti | Lifestyle Communities Pavilion |
| 4 maggio 2010  | Walker           | Stati Uniti | DeltaPlex Arena                |
| 6 maggio 2010  | Rockford         | Stati Uniti | Rockford MetroCentre           |
| 7 maggio 2010  | Moline           | Stati Uniti | I Wireless Center              |
| 8 maggio 2010  | Council Bluffs   | Stati Uniti | Westfair Amphitheater          |
| 10 maggio 2010 | West Valley City | Stati Uniti | Maverik Center                 |
| 12 maggio 2010 | Seattle          | Stati Uniti | WaMu Theater                   |
| 15 maggio 2010 | Bakersfield      | Stati Uniti | Rabobank Arena                 |
| 16 maggio 2010 | Paradise         | Stati Uniti | The Joint                      |
| Europa         |                  |             |                                |
| 23 maggio 2010 | Bangor           | Regno Unito | Faenol Estate                  |
| Nord America   |                  |             |                                |
| 5 giugno 2010  | Irvine           | Stati Uniti | Verizon Wireless Amphitheater  |

#### Scaletta
1. Intro
2. Looking Up
3. That's What You Get
4. Playing God
5. Pressure
6. For a Pessimist, I'm Pretty Optimistic
7. Brighter
8. Turn It Off
9. The Only Exception
10. Whoa
11. Crushcrushcrush
12. Let the Flames Begin
13. Ignorance
14. Where the Lines Overlap
15. Careful
16. Brick by Boring Brick

Encore
1. Decode
2. Misery Business

#### Gruppi di supporto
- Relient K
- Fun.

### European Festival

#### Date
| Data           | Città                  | Stato       | Evento/Località                    |
| -------------- | ---------------------- | ----------- | ---------------------------------- |
| Europa         |                        |             |                                    |
| 18 giugno 2010 | Tuttlingen             | Germania    | Southside Festival                 |
| 19 giugno 2010 | Scheeßel               | Germania    | Hurricane Festival                 |
| 20 giugno 2010 | Göteborg               | Svezia      | Pier Pressure                      |
| 22 giugno 2010 | Belfast                | Regno Unito | King's Hall                        |
| 23 giugno 2010 | Dún Laoghaire-Rathdown | Irlanda     | Marlay Park (con i Green Day)      |
| 25 giugno 2010 | San Gallo              | Svizzera    | St. Gallen Open Air                |
| 26 giugno 2010 | Parigi                 | Francia     | Parc des Princes (con i Green Day) |
| 27 giugno 2010 | Roeser                 | Lussemburgo | Rock-a-Field                       |
| 29 giugno 2010 | Arendal                | Norvegia    | Hove Festival                      |
| 1º luglio 2010 | Roskilde               | Danimarca   | Roskilde Festival                  |
| 2 luglio 2010  | Werchter               | Belgio      | Rock Werchter                      |

#### Scaletta
1. Looking Up
2. Pressure
3. That's What You Get
4. Where the Lines Overlap
5. Ignorance
6. Crushcrushcrush
7. Decode
8. Careful
9. Let the Flames Begin
10. Brick by Boring Brick
11. For a Pessimist, I'm Pretty Optimistic
12. Misery Business

#### Gruppi di supporto
- The Blackout

### Honda Civic Tour

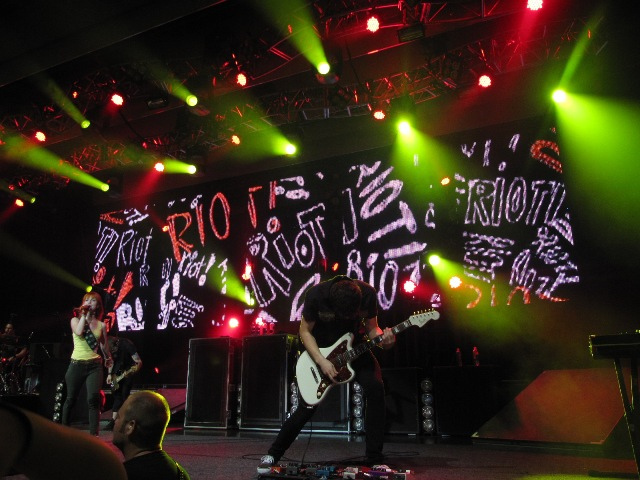
I Paramore il 16 agosto 2010 a Rochester

#### Date
| Data              | Città         | Stato       | Località                           |
| ----------------- | ------------- | ----------- | ---------------------------------- |
| Nord America      |               |             |                                    |
| 23 luglio 2010    | Raleigh       | Stati Uniti | Downtown Raleigh Amphitheater      |
| 24 luglio 2010    | Harrington    | Stati Uniti | Delaware State Fair                |
| 27 luglio 2010    | Wallingford   | Stati Uniti | Chevrolet Theatre                  |
| 28 luglio 2010    | Mansfield     | Stati Uniti | Comcast Center                     |
| 30 luglio 2010    | Norfolk       | Stati Uniti | Ted Constant Convocation Center    |
| 31 luglio 2010    | Columbia      | Stati Uniti | Merriweather Post Pavilion         |
| 1º agosto 2010    | Glens Falls   | Stati Uniti | Glens Falls Civic Center           |
| 3 agosto 2010     | Gilford       | Stati Uniti | Meadowbrook U.S. Cellular Pavilion |
| 4 agosto 2010     | Filadelfia    | Stati Uniti | Festival Pier                      |
| 6 agosto 2010     | Wantagh       | Stati Uniti | Nikon at Jones Beach Theater       |
| 7 agosto 2010     | Hershey       | Stati Uniti | Star Pavilion                      |
| 8 agosto 2010     | Corfu         | Stati Uniti | Darien Lake                        |
| 10 agosto 2010    | Cleveland     | Stati Uniti | Time Warner Cable Amphitheater     |
| 12 agosto 2010    | Cincinnati    | Stati Uniti | PNC Pavilion                       |
| 14 agosto 2010    | Milwaukee     | Stati Uniti | Summerfest                         |
| 15 agosto 2010    | Rochester     | Stati Uniti | Meadowbrook Music Festival         |
| 18 agosto 2010    | Chicago       | Stati Uniti | Charter One Pavilion               |
| 19 agosto 2010    | Indianapolis  | Stati Uniti | The Lawn                           |
| 21 agosto 2010    | Nashville     | Stati Uniti | Nashville Municipal Auditorium     |
| Europa            |               |             |                                    |
| 28 agosto 2010    | Leeds         | Regno Unito | Reading and Leeds Festivals        |
| 29 agosto 2010    | Reading       | Regno Unito | Reading and Leeds Festivals        |
| Nord America      |               |             |                                    |
| 1º settembre 2010 | Duluth        | Stati Uniti | Arena at Gwinnett Center           |
| 2 settembre 2010  | St. Augustine | Stati Uniti | St. Augustine Amphitheatre         |
| 4 settembre 2010  | Miami         | Stati Uniti | Bayfront Park Amphitheater         |
| 5 settembre 2010  | Orlando       | Stati Uniti | UCF Arena                          |
| 7 settembre 2010  | New Orleans   | Stati Uniti | Lakefront Arena                    |
| 8 settembre 2010  | The Woodlands | Stati Uniti | Cynthia Woods Mitchell Pavilion    |
| 10 settembre 2010 | Grand Prairie | Stati Uniti | Verizon Theatre at Grand Prairie   |
| 13 settembre 2010 | Morrison      | Stati Uniti | Red Rocks Amphitheatre             |
| 15 settembre 2010 | Phoenix       | Stati Uniti | Dodge Theatre                      |
| 17 settembre 2010 | San Jose      | Stati Uniti | HP Pavilion at San Jose            |
| 18 settembre 2010 | San Diego     | Stati Uniti | Viejas Arena                       |
| 19 settembre 2010 | Anaheim       | Stati Uniti | Honda Center                       |

#### Scaletta
1. Ignorance
2. Feeling Sorry
3. That's What You Get
4. For a Pessimist I'm Pretty Optimistic
5. Emergency
6. Playing God
7. Careful
8. Decode
9. You Ain't Woman Enough (acoustic cover)
10. When It Rains (acoustic)
11. Where the Lines Overlap (acoustic)
12. Misguided Ghosts (acoustic)
13. Let the Flames Begin
14. Crushcrushcrush
15. Pressure
16. Looking Up
17. The Only Exception

Encore
1. Brick by Boring Brick
2. Misery Business

#### Gruppi di supporto
- Tegan and Sara
- New Found Glory
- Kadawatha
- Relient K

### Oceania and Asia Tour

#### Date
| Data            | Città        | Stato         | Località                      |
| --------------- | ------------ | ------------- | ----------------------------- |
| Oceania         |              |               |                               |
| 7 ottobre 2010  | Wellington   | Nuova Zelanda | TSB Bank Arena                |
| 8 ottobre 2010  | Auckland     | Nuova Zelanda | Vector Arena                  |
| 10 ottobre      | Perth        | Australia     | Challenge Stadium             |
| 12 ottobre 2010 | Adelaide     | Australia     | Adelaide Entertainment Centre |
| 13 ottobre 2010 | Melbourne    | Australia     | Sidney Myer Music Bowl        |
| 15 ottobre 2010 | Sydney       | Australia     | Sydney Entertainment Centre   |
| 17 ottobre 2010 | Brisbane     | Australia     | Brisbane River Stage          |
| Asia            |              |               |                               |
| 19 ottobre 2010 | Kuala Lumpur | Malaysia      | National Stadium              |

#### Scaletta
1. Ignorance
2. Feeling Sorry
3. That's What You Get
4. For a Pessimist I'm Pretty Optimistic
5. Emergency
6. Playing God
7. Careful
8. Decode
9. You Ain't Woman Enough (acoustic cover)
10. When It Rains (acoustic)
11. Where the Lines Overlap (acoustic)
12. Misguided Ghosts (acoustic)
13. crushcrushcrush
14. Pressure
15. Looking Up
16. The Only Exception

Encore
1. Brick By Boring Brick
2. Misery Business

#### Gruppi di supporto
- Relient K
- Jury and the Saints
- Yes2Kapitalism (Asia)

### Fall Tour 2010

#### Date
| Data             | Città      | Stato       | Località                                  |
| ---------------- | ---------- | ----------- | ----------------------------------------- |
| Europa           |            |             |                                           |
| 6 novembre 2010  | Dublino    | Irlanda     | The O2                                    |
| 8 novembre 2010  | Nottingham | Regno Unito | Trent FM Arena                            |
| 10 novembre 2010 | Liverpool  | Regno Unito | Echo Arena                                |
| 11 novembre 2010 | Sheffield  | Regno Unito | Sheffield Arena                           |
| 13 novembre 2010 | Londra     | Regno Unito | The O2 Arena                              |
| 15 novembre 2010 | Londra     | Regno Unito | The O2 Arena                              |
| 16 novembre 2010 | Birmingham | Regno Unito | LG Arena                                  |
| 18 novembre 2010 | Newcastle  | Regno Unito | Metro Radio Arena                         |
| 19 novembre 2010 | Manchester | Regno Unito | MEN Arena                                 |
| 20 novembre 2010 | Aberdeen   | Regno Unito | Aberdeen Exhibition and Conference Centre |

#### Scaletta
1. Ignorance
2. Feeling Sorry
3. That's What You Get
4. For a Pessimist I'm Pretty Optimistic
5. Emergency
6. Playing God
7. Decode
8. Never Let This Go (acoustic)
9. When It Rains (acoustic)
10. Where the Lines Overlap (acoustic)
11. Misguided Ghosts (acoustic)
12. Crushcrushcrush
13. Pressure
14. Looking Up
15. The Only Exception

Encore
1. Brick By Boring Brick
2. Misery Business

#### Gruppi di supporto
- B.o.B (Regno Unito)
- All Forgotten (Regno Unito)
- Fun.
- Scuba Dice (Irlanda)

### Holiday Shows

#### Date
| Data             | Città       | Stato       | Località              |
| ---------------- | ----------- | ----------- | --------------------- |
| Nord America     |             |             |                       |
| 3 dicembre 2010  | Sacramento  | Stati Uniti | ARCO Arena            |
| 4 dicembre 2010  | Seattle     | Stati Uniti | WaMu Theater          |
| 5 dicembre 2010  | Los Angeles | Stati Uniti | The Nokia Theater     |
| 10 dicembre 2010 | New York    | Stati Uniti | Madison Square Garden |
| 12 dicembre 2010 | Orlando     | Stati Uniti | House of Blues        |

#### Scaletta
Nota: una versione ridotta è stata suonata a Sacramento, mentre a New York e a Los Angeles (dove si è esibita la sola Hayley Williams) sono stati suonati solo tre brani.
1. Ignorance
2. Feeling Sorry
3. That's What You Get
4. For a Pessimist I'm Pretty Optimistic
5. Emergency
6. Playing God
7. Decode
8. Crushcrushcrush
9. Pressure
10. The Only Exception
11. Brick By Boring Brick
12. Misery Business

### South America Tour

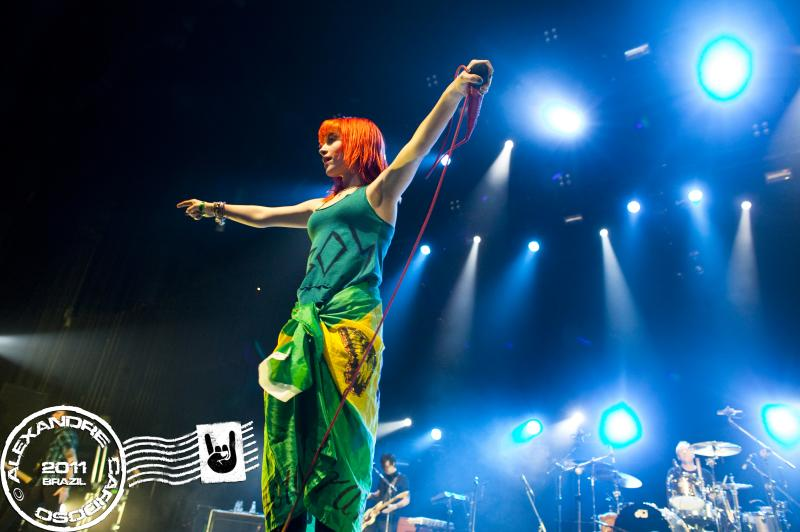
I Paramore il 20 febbraio 2011 a San Paolo

#### Date
| Data             | Città             | Stato      | Località               |
| ---------------- | ----------------- | ---------- | ---------------------- |
| Sud America      |                   |            |                        |
| 16 febbraio 2011 | Brasilia          | Brasile    | Ginasio Nilson Nelson  |
| 17 febbraio 2011 | Belo Horizonte    | Brasile    | Chevrolet Hall         |
| 19 febbraio 2011 | Rio de Janeiro    | Brasile    | Citibank Hall          |
| 20 febbraio 2011 | San Paolo         | Brasile    | Credicard Hall         |
| 22 febbraio 2011 | Porto Alegre      | Brasile    | Pepsi on Stage         |
| 24 febbraio 2011 | Buenos Aires      | Argentina  | Luna Park              |
| 26 febbraio 2011 | Santiago del Cile | Cile       | Espacio Riesco         |
| 28 febbraio 2011 | Lima              | Perù       | Jockey Club            |
| 2 marzo 2011     | Bogotà            | Colombia   | Corferias              |
| 4 marzo 2011     | Caracas           | Venezuela  | Terraza del C.C.C.T.   |
| Caraibi          |                   |            |                        |
| 6 marzo 2011     | San Juan          | Porto Rico | Coliseo de Puerto Rico |

#### Scaletta
1. Ignorance
2. Feeling Sorry
3. That's What You Get
4. For a Pessimist I'm Pretty Optimistic
5. Emergency
6. Playing God
7. Careful
8. Decode
9. In the Mourning
10. When It Rains
11. Where the Lines Overlap
12. Misguided Ghosts
13. Crushcrushcrush
14. Pressure
15. Looking Up
16. The Only Exception

Encore
1. Brick by Boring Brick
2. Misery Business

#### Gruppi di supporto
- Locomotor (Perù)
- El sin sentido (Colombia)
- Cambio de Habito (Venezuela)
- Outono'09 (Brasilia)
- Alecto (Belo Horizonte)
- Fake Number (Rio de Janeiro e San Paolo)
- Doyoulike (Porto Alegre)
- Libra (Cile)
- Cirse (Argentina)
- I Am the Avalanche (Porto Rico)

### European Summer Tour

#### Date
| Data           | Città          | Stato           | Evento                   |
| -------------- | -------------- | --------------- | ------------------------ |
| Europa         |                |                 |                          |
| 3 luglio 2011  | Hradec Králové | Repubblica Ceca | Rock for People Festival |
| 4 luglio 2011  | Varsavia       | Polonia         | Rock in Summer Festival  |
| 6 luglio 2011  | Karlskoga      | Svezia          | Putte I Parken           |
| 8 luglio 2011  | Turku          | Finlandia       | Ruisrock                 |
| 9 luglio 2011  | Oeiras         | Portogallo      | Optimus Alive            |
| 11 luglio 2011 | Madrid         | Spagna          | Under 18 Festival        |

#### Scaletta
1. Ignorance
2. Feeling Sorry
3. That's What You Get
4. For a Pessimist, I'm Pretty Optimistic
5. Emergency
6. Playing God
7. Decode
8. When It Rains (acoustic)
9. Where the Lines Overlap (acoustic)
10. Misguided Ghosts (acoustic)
11. Crushcrushcrush
12. Monster
13. Pressure
14. Looking Up
15. The Only Exception

Encore
1. Brick by Boring Brick
2. Misery Business

### Warped Tour 2011

#### Date
| Data           | Città          | Stato       | Evento                              |
| -------------- | -------------- | ----------- | ----------------------------------- |
| Nord America   |                |             |                                     |
| 14 luglio 2011 | Scranton       | Stati Uniti | Toyota Pavilion at Montage Mountain |
| 15 luglio 2011 | Mississauga    | Canada      | The Flats at Arrow Hall             |
| 16 luglio 2011 | Montréal       | Canada      | Parc Jean-Drapeau                   |
| 17 luglio 2011 | Hartford       | Stati Uniti | Comcast Theatre                     |
| 19 luglio 2011 | Milwaukee      | Stati Uniti | Marcus Amphitheater                 |
| 20 luglio 2011 | Cuyahoga Falls | Stati Uniti | Blossom Music Center                |
| 9 agosto 2011  | Chula Vista    | Stati Uniti | Cricket Wireless Amphitheatre       |

#### Scaletta
1. That's What You Get
2. For a Pessimist, I'm Pretty Optimisitc
3. Careful
4. Looking Up
5. Here We Go Again
6. Pressure
7. Ignorance
8. Monster
9. Misery Business

### Asia Tour

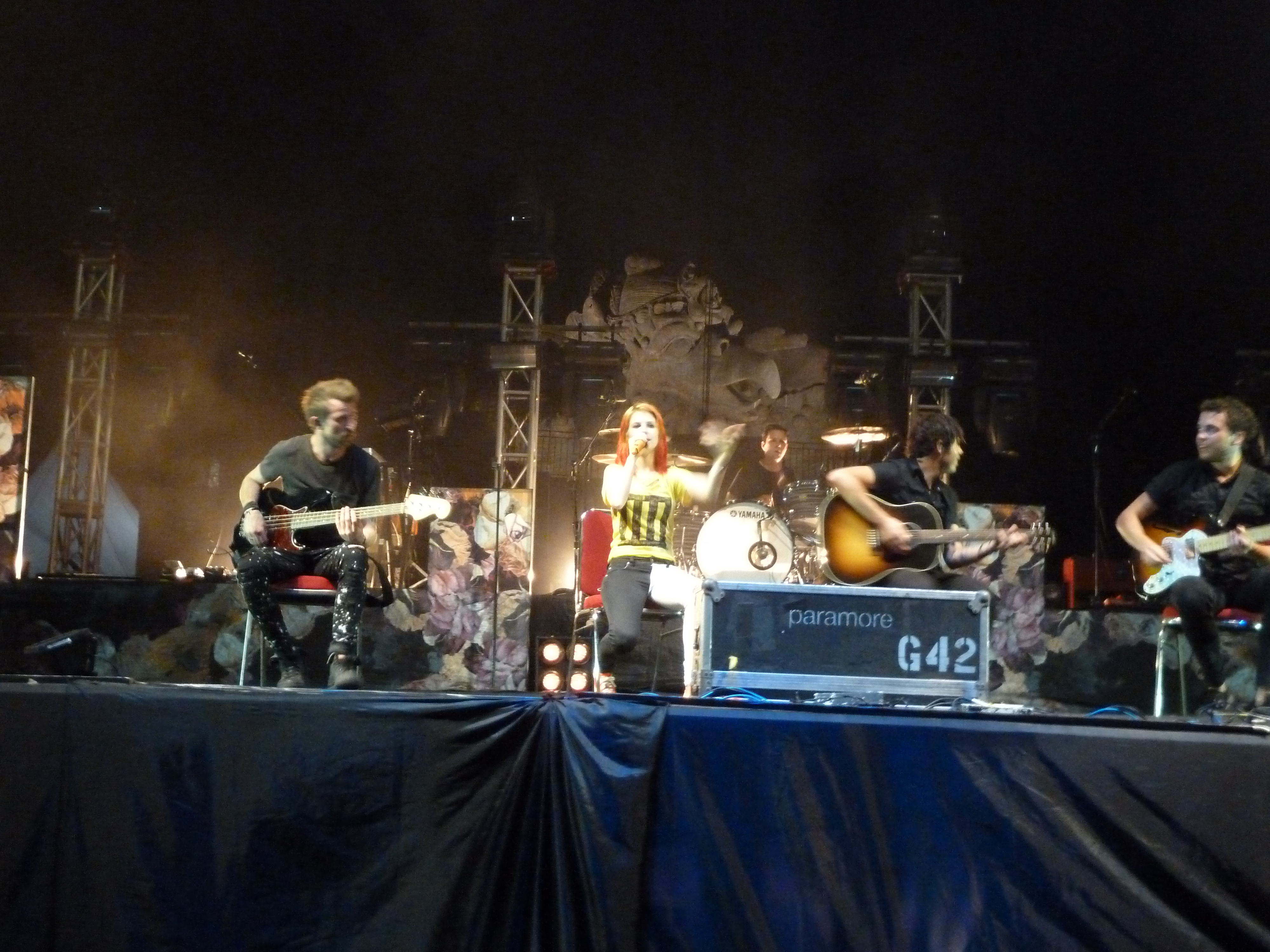
I Paramore il 17 agosto 2011 a Bali

#### Date
| Data           | Città        | Stato     | Località                          |
| -------------- | ------------ | --------- | --------------------------------- |
| Asia           |              |           |                                   |
| 14 agosto 2011 | Chek Lap Kok | Hong Kong | Hong Kong Asia World Arena Hall 8 |
| 17 agosto 2011 | Bali         | Indonesia | Garuda Wisnu Kencana              |
| 19 agosto 2011 | Giacarta     | Indonesia | Carnaval Beach                    |
| 21 agosto 2011 | Singapore    | Singapore | Singapore Indoor Stadium          |

#### Scaletta
1. Ignorance
2. Feeling Sorry
3. That's What You Get
4. For a Pessimist I'm Pretty Optimistic
5. Emergency
6. Playing God
7. Decode
8. When It Rains (acoustic)
9. Where the Lines Overlap (acoustic)
10. Misguided Ghosts (acoustic)
11. Crushcrushcrush
12. Monster
13. Here We Go Again
14. Pressure
15. Looking Up
16. The Only Exception

Encore
1. Brick By Boring Brick
2. Misery Business

#### Gruppi di supporto
- The Swellers

### US Final Shows

#### Date
| Data             | Città    | Stato       | Località                      |
| ---------------- | -------- | ----------- | ----------------------------- |
| Nord America     |          |             |                               |
| 24 agosto 2011   | Honolulu | Stati Uniti | The Waterfront at Aloha Tower |
| 7 settembre 2011 | New York | Stati Uniti | Terminal 5                    |

#### Scaletta
Honololu
1. Ignorance
2. Feeling Sorry
3. For a Pessimist I'm Pretty Optimistic
4. Playing God
5. Decode
6. Monster
7. When It Rains (acoustic)
8. Misguided Ghosts (acoustic)
9. Where the Lines Overlap (acoustic)
10. Emergency
11. Crushcrushcrush
12. Here We Go Again
13. Pressure
14. Looking Up
15. The Only Exception

Encore
1. Brick by Boring Brick
2. Misery Business

New York
1. Careful
2. For a Pessimist I'm Pretty Optimistic
3. That's What You Get
4. Ignorance
5. Emergency
6. Playing God
7. Decode
8. In the Mourning (acoustic)
9. My Heart (acoustic)
10. Crushcrushcrush
11. Monster
12. Here We Go Again
13. Pressure
14. Looking Up
15. The Only Exception

Encore
1. Renegade
2. Brick by Boring Brick
3. Misery Business